# Rob Dibble
Robert Keith Dibble (né le 24 janvier 1964 à Bridgeport, Connecticut, États-Unis) est un ancien lanceur de relève des Ligues majeures de baseball.
Il a lancé de 1988 à 1995, principalement pour les Reds de Cincinnati, où il s'est fait connaître au sein des Nasty Boys, un trio de releveurs particulièrement dominant au début des années 1990.
Dibble est maintenant analyste sportif pour la radio et la télévision.

## Carrière
Choix de première ronde (20e au total) des Reds de Cincinnati en 1983, Rob Dibble fait ses débuts en 1988. Possédant une excellente balle rapide pouvant atteindre les 169 km/h, il est devenu le lanceur ayant atteint le plateau de 500 retraits sur des prises le plus rapidement dans les majeures, soit à sa 368e manche lancée.
Le 4 juin 1989 contre les Padres de San Diego, il devient le 19e lanceur seulement dans l'histoire des majeures à retirer trois frappeurs au bâton sur neuf prises consécutives.
En 1990, trois releveurs des Reds, champions de la division Ouest de la Ligue nationale, se montrent extrêmement efficaces. Rob Dibble, Norm Charlton et Randy Myers reçoivent des journalistes et des partisans le surnom de Nasty Boys. Dibble, pour sa part, enregistre 11 sauvetages en 1990, puis enchaîne avec 31 en 1991, 25 en 1992 et 19 en 1993.
Dibble, un lanceur droitier, a participé au match des étoiles du baseball majeur en 1990 et 1991.

### Séries éliminatoires 1990
Dibble offre une performance impeccable lors des éliminatoires de 1990. En Série de championnat de la Ligue nationale, il lance 5 manches sans accorder de point en quatre parties, enregistrant un sauvetage dans la série. Dibble et Randy Myers sont conjointement nommés joueurs par excellence de la série, remportée en six matchs par les Reds aux dépens des Pirates de Pittsburgh.
En Série mondiale 1990, il blanchit à nouveau l'adversaire, cette fois en 4 manches et deux tiers lancées, et inscrit une victoire. Il prend part à trois des quatre rencontres de la série finale remportée par Cincinnati, pourtant négligé, contre les champions du monde en titre, les Athletics d'Oakland.

## Dernières années
Rob Dibble subit une opération au bras qui le tient à l'écart du jeu en 1994. Il signe comme agent libre avec les White Sox de Chicago en 1995 et lance dans 16 parties avant d'être libéré de son contrat. Il termine la saison avec les Brewers de Milwaukee. L'année suivante, il paraphe une entente avec les Cubs de Chicago mais met fin à sa carrière sans endosser cet uniforme.
Il a participé à 385 parties dans les majeures, toutes comme lanceur de relève, enregistrant 645 retraits sur des prises en seulement 477 manches lancées. Sa fiche victoires-défaites est de 27-25 avec 89 sauvetages, et une excellente moyenne de points mérités en carrière de 2,98.

## Carrière dans les médias
En date de 2010, Rob Dibble est animateur à la MLB Network Radio et analyste sportif à la télévision pour MASN (Mid-Atlantic Sports Network (en)).
Son tempérament lui ayant parfois causé des problèmes sur les terrains de balle l'a aussi mal servi à quelques reprises dans les médias. En août 2010, il critique en ondes à la télévision un groupe de spectatrices qui, selon lui, parlaient trop pendant un match pendant un match des Nationals de Washington. Il ajoute à l'intention des auditeurs masculins qu'ils devraient s'abstenir d'inviter leurs épouses au stade. Dibble s'excuse publiquement de ses propos.
Quelques semaines plus tard, il conseille au lanceur recrue des Nationals, Stephen Strasburg, de cesser de se plaindre constamment de maux de bras sans importance. Strasburg doit subir une importante opération qui le tiendra à l'écart du jeu pour un an et demi. Dibble quitte les ondes pour deux jours à la suite de cette nouvelle controverse.